# Старый Марых
Старый Марых (польск. Stary Marych) — вымышленный литературный персонаж, созданный писателем Юлиушем Кублой, символизирующий познанский диалект. Роль Старого Марыха исполнял актёр Мариан Погаш. Впервые жители Познани услышали его по радио 13 февраля 1983 года в программе «Blubry Starеgo Marycha», что в познанском диалекте означает «болтовня Старого Марыха». Программа выходила регулярно до 31 декабря 1999 года.

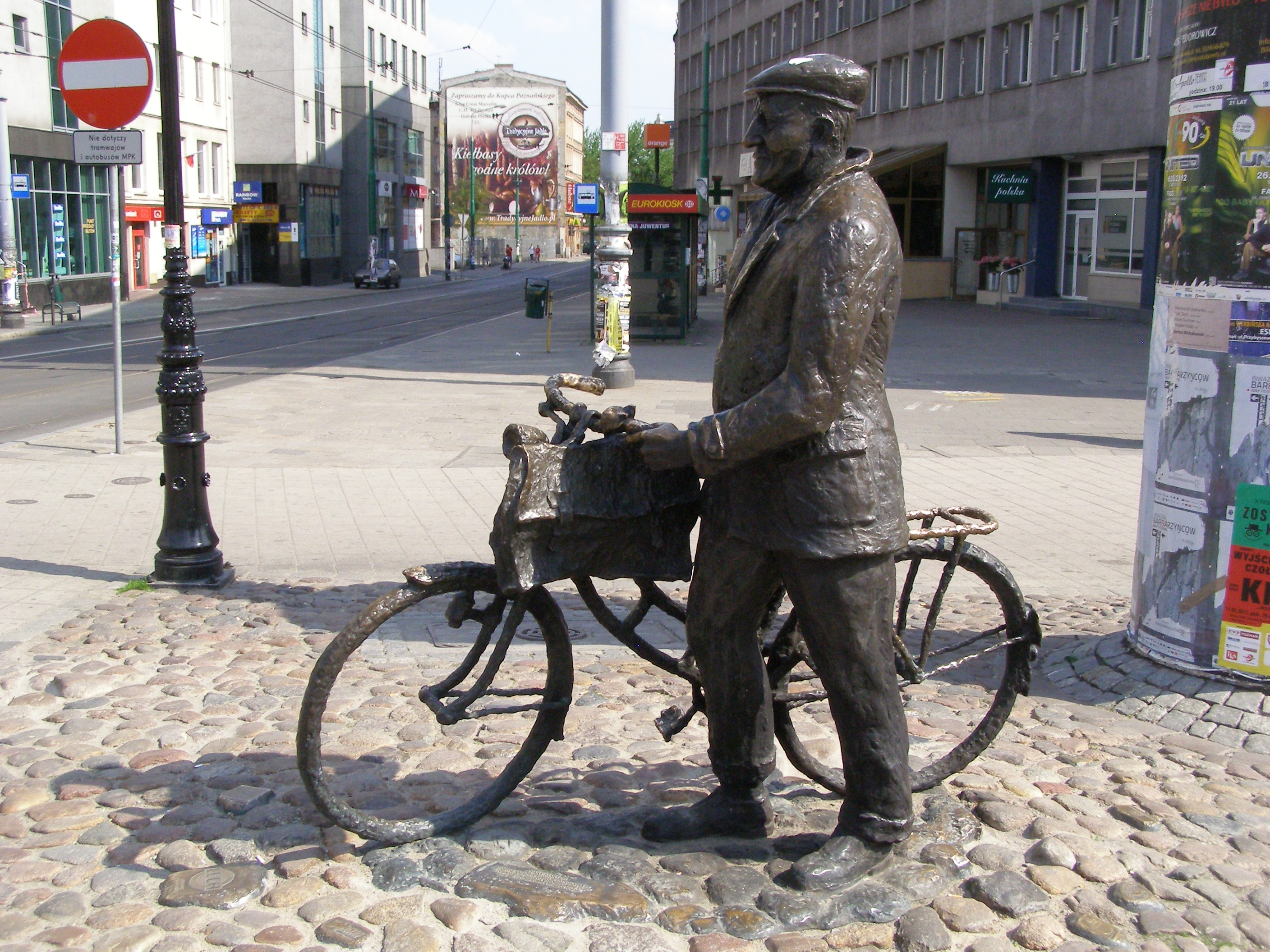
Старый Марых

В память о Старом Марыхе на улице Полвейской, в центре Познани, по желанию местных жителей, был установлен в 2001 году бронзовый памятник. Скульптура представляет собой пожилого мужчину с велосипедом и портфелем. Она весит 500 килограммов и имеет высоту 195 сантиметров. Автор скульптуры — Роберт Собочинский.
Памятник Старому Марыху стал неотъемлемой частью городского пейзажа и одной из главных туристических достопримечательностей Познани.